# Les Chemins de ma maison
Les Chemins de ma maison (Los Caminos de mi Casa) es el cuarto álbum de estudio en francés de la cantante canadiense Céline Dion, lanzado en Quebec, Canadá el 7 de septiembre de 1983. Es su cuarto álbum en francés. 

## Lista de canciones
1. "Mon ami m'a quittée" (Eddy Marnay, Christian Loigerot, Thierry Geoffroy) – 3:05
2. "Toi sur ta montagne" (Marnay, Alain Noreau) – 4:03
3. "Ne me plaignez pas" (Marnay, Steve Thompson) – 3:05
4. "Vivre et donner" (Marnay, Ben Kaye) – 2:34
5. "Mamy Blue" (Hubert Giraud) – 3:24
6. "Du soleil au cœur" (André Popp, Jean Claude Massoulier) – 2:46
7. "Et puis un jour" (Marnay, Noreau) – 3:17
8. "Hello mister Sam" (Marnay, Loigerot, Geoffroy) – 4:17
9. "La dodo la do" (Marnay, Christian Gaubert) – 3:06
10. "Les chemins de ma maison" (Marnay, Patrick Lemaitre, Alain Bernard) – 4:16

## Posicionamiento
| Listas                | Certificación | Ventas |
| --------------------- | ------------- | ------ |
| Canadian Albums Chart | Oro           | 50 000 |

## Premios
| Año  | Premio       | Categoría                                                  |
| ---- | ------------ | ---------------------------------------------------------- |
| 1984 | Félix Awards | Mejor Venta de un álbum del Año – Les chemins de ma maison |
| 1984 | Félix Awards | Vocalista Femenina del Año                                 |

## Historia de Lanzamiento
| Región | Fecha                   | Discográfica | Formato         | Catálogo  |
| ------ | ----------------------- | ------------ | --------------- | --------- |
| Canadá | 7 de septiembre de 1983 | Saisons      | Vinilo          | 165233 1  |
| Canadá | 7 de septiembre de 1983 | Saisons      | Casete sencillo | 1665233 4 |